# حصان نيتشه
حصان نيتشه هو كتاب صادر عام 2005 للكاتب والناقد المغربي عبد الفتاح كيليطو الحاصل على جائزة الملك فيصل العالمية في اللغة العربية والأدب عام 2023 ويجمع الأعمال السردية الكاملة للمؤلف. يتضمّن الكتاب نصوصًا قصصية، شذرات، وروايات، نُشر بعضها سابقًا بالفرنسية وبعضها الآخر بالعربية، بينما يُنشر جزء منها لأول مرة. وهي أعمال متداخلة مع التأمل الفلسفي والاشتغال النقدي. يجمع كيليطو في هذا الكتاب بين التراث العربي والمرجعيات الغربية، في إطار يركّز على ثيمات مثل الصورة، الغياب، الجسد، الترجمة، والكتابة.

## الموضوع
يبدأ كيليطو بتساؤل عن غياب الصورة في الثقافة العربية القديمة: كيف امتنع العرب في الماضي عن تصویر وجوه شخصيات بارزة مثل هارون الرشيد والمتنبي وابن رشد؟ يحلل "هذا النقص في الصورة بالتوازي مع تطور الكلمات والخط كنمط بديل للتعبير وجعل النص عنوانًا لتصور الذات والثقافة".

## المحتوى

### حفريات
قسم يتضمّن نصوصًا قصيرة وشذرات تستند إلى التراث الأدبي والديني العربي وتعيد قراءته في ضوء أسئلة معاصرة، عناوينها: صحيفة الغفران، عصا موسى، لوحة، منتصبًا مثل عمودي، الرداء الأسود، المسرح الآخر، مجنون ليلى، أزواج، أوزيريس، كرامات، في معركة مبهمة.

### خصومة الصور (رواية)
نص سردي   يتناول فيه كيليطو علاقة الثقافة بالصورة، وتحديدًا في السياق العربي والإسلامي. يناقش كيف تم التعامل مع الصورة بوصفها إشكالية فكرية وجمالية، خصوصًا في التراث المكتوب، ويقارن هذا التوجّه بتجارب ثقافية غربية. تتنوع العناوين في هذا القسم بين ما هو دال ومباشر وبين عناوين ذات طابع سردي أو استعاري، مثل: زوجة ر.، جنون، تمرد في المسيد، البرطال، كأس الحليب، صورة النبي، بنت أخ دون كيخوطي، ثريا، Cinédays، موسم في الحمام، المصباح السحري، حوض الورد.

### منانة (قصة قصيرة)
قصة رمزية تستدعي شخصية أنثوية هامشية، وتُستثمر لإعادة التفكير في مسألة الغياب والتمثيل داخل المتن السردي.

### الشاب والمرأة (قصة قصيرة)
قصة تسائل العلاقة بين الذكورة والأنوثة، والهوية والرغبة، في بنية رمزية مقتضبة.

### بحث (قصص قصيرة)
يتضمّن هذا العمل أربع قصص قصيرة (ثنائي، دانتي، مفاتيح، المكتبة) تتناول مفاهيم القراءة، الاقتباس، المكتبة، والكتابة.

### التأدب (قصة قصيرة)
قصة تتأمل في مفهوم "التأدب" بوصفه ممارسة ثقافية وسلوكية مرتبطة بالسلطة واللغة.

### حصان نيتشه (رواية)
يحمل القسم الأخير عنوان الكتاب، وهو رواية تتألف من مشاهد وشذرات ذات طابع فكري تستدعي شخصيات من الفلسفة والأدب، وتطرح أسئلة حول العقوبة الجسد، الكتابة، والتكرار الثقافي والفصول المندرجة في هذا القسم هي: العقوبة، القرد الخطاط، الديوان، الرياضي، الشيطان في الجسد، العقد.

## اقتباس
يقول عبد الفتاح كيليطو كيليطو: 
«كثيرا ما تساءلت كيف كان ممكنا للعرب في الماضي أن يستغنوا عن الصورة. يبدو أنهم ما كانوا يهتمون لذلك إطلاقا، وهم على أي حال لم يبذلوا أي جهد لتحديد صورتهم. ماذا كانت صورة هارون الرشيد، والمتنبي، وابن رشد ؟ لن نعرف ذلك أبدا. مع أن الرسم كان موجودا في بعض الحقب، غير أنه ما كان يخطر على بال أحد أن يستخرج صورة لنفسه. لم يكن لأسلافنا وجه.

لست أتأسف لهم، كل ما أحاول معرفته لكن ليس هذا مجال الدخول في التفاصيل هو المكسب الذي حققوه بإمتناعهم عن التمثيل بالصورة. وإذا كان غياب الصورة نقصا فكيف عوضوه ؟ الثقافة التي تحظر الصورة أو تهملها، ألا توظف ذاتها في مكان آخر، في الكلمات، وفي النصوص، وفي أدب فريد ؟ ربما كانت هذه هي الوجهة التي ينبغي منها مساءلة ظواهر مثل السجع، والألعاب اللفظية وتقنيات تجويد الخط التي تحاول تصوير النص وتشخيصه».